# Papirni stroj
Papirni stroj s dugim sitom je danas najvažniji stroj za proizvodnju papira. Osnovni su dijelovi toga stroja natočno korito, ravno dugo sito, sustav preša, sustav sušnih valjaka te uređaj za zaglađivanje i namatanje papira. Natočno korito ravnomjerno dovodi papirnu suspenziju na pokretno, ravno i dugo sito, gdje se odvaja najveći dio (više od 97%) vode i gdje se, uz potresanje, vlakna ravnomjerno prepleću i stvaraju papirnu vrpcu. Vrpca zatim prolazi kroz mokru prešu, što pospješuje međusobno povezivanje vlakana, a na zagrijanim valjcima za sušenje, uz izdvajanje preostale vode, postiže se konačna čvrstoća vrpce. Prije namatanja papirna se vrpca hladi te u kalanderima površinski strojno zaglađuje. Ovisno o vrsti proizvoda, suvremeni papirni strojevi rade s brzinama papirne vrpce i do 2 200 metara/minuti. Širine su strojeva nešto veće od 9 metara, a učin veći i od 1 000 tona dnevno.

## Objašnjenje
Iako se način izrade papira, to jest stvaranje lista papira cijeđenjem i sušenjem kaše vlakanaca, nije vremenom izmijenio, velik je napredak učinjen 1799. konstrukcijom papirnog stroja. Taj je stroj označio revoluciju u načinu izrade papira, jer je omogućio neprekinut i mehaniziran rad. Osim što je stroj zamijenio dotadašnji ručni rad pri cijeđenju malim sitima i prešanju papirnog lista, to je ujedno značilo i bržu proizvodnju, bolju kontrolu, jednoličniji proizvod i mnogo veći proizvodni učinak. 
Papirni su strojevi u svom razvoju doživjeli mnoge izmjene i poboljšanja. Suvremeni su neprekinuti papirni strojevi čitava mehanizirana i automatizirana industrijska postrojenja. Uključujući sekciju za prešanje i sušenje, mogu se pružati čitavom duljinom veće tvorničke hale, široki su i do 10 metara, a brzina putovanja papirne trake može iznositi i više od 1 000 metara u minuti. 
Papirni se strojevi sastoje od 3 osnovne sekcije (partije): sekcija za stvaranje (formiranje), za prešanje i za sušenje papirne trake. U prvoj se sekciji pripremljena papirna smjesa, to jest pročišćena i razrijeđena vlaknasta masa s dodacima, neprekinuto (kontinuirano) i jednolično prenosi na pokretno sito. Na tom se situ iz papirne smjese cijeđenjem uklanja najveća količina vode i stvara se papirna traka. U sekciji za prešanje papirna se traka protiskuje između valjaka i tako uklanja dalja količina vode. Konačno, u sekciji za sušenje papirna se traka propušta kroz sustav grijanih valjaka da se potpuno osuši i riješi vlage koja se ranije mehanički više nije mogla ukloniti.

### Sekcija za stvaranje papirne trake
O obliku sita za cijeđenje papirne smjese i za stvaranje papirne trake ovisi izgled i način rada čitavog papirnog stroja. Prema tome se i razlikuju dvije vrste papirnih strojeva: strojevi s dugim sitom i strojevi s valjkastim sitom. Međutim, u sekcijama za prešanje i sušenje papirne trake nema među tim vrstama strojeva razlike. 

#### Papirni stroj s dugim sitom
Taj tip papirnog stroja nazivan i papirnim strojem tipa Fourdrinier, prema svojim konstruktorima početkom 19. stoljeća, standardni je stroj u postrojenjima za proizvodnju papira. Mnogo se više upotrebljava od stroja s valjkastim sitom, ali je od njega i složeniji. Njegova sekcija za izradu papirne trake sadrži dva osnovna dijela: natok i dugo pokretno sito. 
Pročišćena i jednolična papirna smjesa uvodi se pomoću crpke (pumpe) u natok (natočno korito). Taj se uređaj nalazi na početku papirnog stroja i zauzima jedno od najvažnijih mjesta u procesu proizvodnje papira. Naime, za stvaranje papirnog lista i za dobivanje jednolikog i kvalitetnog proizvoda najvažnija je ravnomjerna raspodjela papirne smjese po cijeloj širini sita, što se može postići samo kontroliranim i jednolikim istjecanjem smjese iz natoka na pokretno sito. Osim toga, natok mora biti tako konstruiran da se ne može lako zaprljati ili začepiti, da su svi dijelovi u doticaju s papirnom smjesom pristupačni radi kontrole i čišćenja, i da se brzina istjecanja smjese može podešavati u skladu s brzinom putovanja sita. Vrlo je važno da se u natoku stalno održava fino turbulentno strujanje kako bi se spriječilo stvaranje nakupina vlakanaca. U početku rada papirnih strojeva upotrebljavao se samo natok otvorenog tipa, koji se još i danas može susresti u starijim pogonima. Brzina istjecanja smjese ovisila je o hidrostatičkom tlaku, to jest o visini stupca papirne smjese u natoku. Međutim, pri današnjim velikim brzinama stvaranja papirne trake takav je natok postao potpuno neprikladan. U suvremenim papirnim strojevima smjesa se kroz natok tjera crpkom, ili se upotrebljava zatvoreni natok u kojemu se istjecanje regulira promjenjivim tlakom zraka iznad razine smjese. 
Dugo sito papirnog stroja, izrađeno od metala ili, u posljednje vrijeme, od sintetskog vlakna, služi za odvodnjavanje papirne smjese i za stvaranje papirne trake. Ono je napeto vodoravno i putuje između dva velika, krajnja valjka, a između njih prelazi uz potresanje preko manjih, takozvanih nosećih ili registar valjaka i iznad usisnih komora. Samo posljednji veliki valjak pokreće se pogonskim motorom. Sve ostale valjke pokreće svojim prolaskom samo sito, pa se stoga moraju vrlo lako okretati. U početku su noseći valjci bili stavljeni samo s namjerom da pridržavaju sito, ali se kasnije spoznalo da upravo oni uklanjaju najveću količinu vode iz papirne smjese. Njihovo odvodnjavajuće djelovanje nastaje uglavnom zbog podtlaka, koji se prelaženjem sita stvara neposredno uz valjak na strani na kojoj se sito udaljuje od valjka. 
U suvremenim su papirnim strojevima noseći valjci zamijenjeni strugalima za vodu, za koja se u struci udomaćio strani naziv hydrofoils i vacufoils. S obzirom na sito gornja je ploha strugala malo koso položena, pa sa svojim prednjim, izbočenim dijelom struže i uklanja vodu s donje strane sita, dok se na nižem dijelu kose plohe stvara podtlak i izvlači se voda. Pri uklanjanju vode strugala su djelotvornija od vodećih valjaka, omogućuju ravnomjernije stvaranje papirne trake i zauzimaju manje mjesta, pa skraćuju potrebnu duljinu sita. 
Nakon prelaska preko nosećih valjaka, odnosno strugala za vodu, pokretno sito s već djelomično stvorenom papirnom trakom prelazi preko usisnih (vakuumskih) komora koje služe za dalje odvodnjavanje. U papirnim strojevima uz usisne komore smješten je s gornje strane sita veći sitasti valjak (eguter). Njegovi su zadaci da poravna gornju stranu odvodnjene papirne smjese, izgladi neravnine, ukloni zaostalu pjenu, istisne mjehuriće zraka i doprinese boljoj kompaktnosti i zatvorenosti smjese. Ako površina tog valjka nije glatka, već je izbočena u obliku slova ili nekog lika, utiskivat će se u odvodnjenu papirnu smjesu takozvani vodeni znak, jer će na tom mjestu smjesa biti nešto tanja i nakon sušenja prozirnija. 
Na kraju sita papirna smjesa treba biti dovoljno gusta i čvrsta da se može bez sita dalje samostalno prenositi (transportirati). Na tom mjestu prelazi ona preko velikog pogonskog valjka, koji je priključen na sisaljku (usisni valjak) i služi također za usisavanje vode. Stvorena papirna traka sadrži na kraju sita oko 80% vode. Kako je početna vlaknasta masa prije dolaska na sito bila razrijeđena i sadržavala svega oko 1% suhe tvari, to se cijeđenjem na situ ukloni od 96 do 98% količine vode. Ta voda sadrži znatne količine celulozne sirovine i dodataka, pa se kao povratna voda upotrebljava za razjeđivanje vlaknaste mase prije ulaska u papirni stroj. 
Loša je strana cijeđenja papirne smjese na situ što se voda uklanja samo s donje strane mase, pa se tako s vodom s donje strane uklanjaju i fine čestice punila i drugih dodataka. To rezultira takozvanom dvostranošću, to jest nejednolikom kvalitetom i sposobnošću primanja tiska na različitim stranama papira. U proizvodnji papira kojima bi dvostranost bila izraziti nedostatak upotrebljava se modificirana sekcija za stvaranje, u kojoj se iz papirne smjese voda uklanja jednoliko s obje strane.

#### Papirni stroj s valjkastim sitom
Taj se tip stroja, nazvan i cilindričnim strojem, razlikuje od papirnog stroja s dugim sitom po konstrukciji i načinu rada svoje sekcije za stvaranje papirne trake, dok je način stvaranja u oba tipa jednak. Naime, papirni stroj s valjkastim sitom nema natoka, već se razrijeđena papirna smjesa dovodi pumpom u duguljasti spremnik u obliku valjkastog korita. U tom je koritu šuplji valjak prekriven žičanim sitom i djelomično uronjen u papirnu smjesu. Prilikom rotacije valjak zahvaća i odnosi dio smjese na svom sitastom plaštu, pa se voda kroz sito cijedi u unutrašnjost valjka, a na vanjskoj se strani sita neprekinuto stvara papirna traka. Već dovoljno čvrsta papirna traka odvaja se od valjka na najvišoj točki plašta i odvodi u sekciju za prešanje. 
Rad papirnih strojeva s valjkastim sitom ograničen je uglavnom na relativno male proizvodne brzine. Međutim, prednost je tih strojeva što su vrlo prikladni za proizvodnju višeslojnih papira i kartona. Sekcija za stvaranje papirne trake može se sastojati od više valjaka uronjenih u papirne smjese različita sastava. Tada se stvara više papirnih traka različitih svojstava, koje se sjedinjuju i kao višeslojni proizvod putuju kroz ostale sekcije papirnog stroja.

### Sekcija za prešanje
Mjesto na kojem papirna traka napušta dugo ili valjkasto sito najosjetljivija je točka u papirnom stroju i u njoj se traka najčešće kida. To se obično događa u brzohodnim papirnim strojevima. Da bi se spriječilo kidanje papirne trake i ublažio njen prijelaz s pokretnog sita u sekciju za prešanje, traka se prihvaća malim usisnim valjkom priključenim na vakuum i ujedno se priljubljuje uz putujuću beskonačnu traku od pusta (filca). Danas se umjesto od čiste vune upotrebljavaju pustovi od mješavine vune i sintetskog vlakna ili od čistog sintetskog vlakna. Osim što pridržava papirnu traku, pustena traka služi u prvom redu za upijanje vode prilikom prešanja, što mnogo doprinosi boljem uklanjanju vode u sekciji za prešanje. Pri tom se na traku osim vode prenose i fine čestice keljiva, punila i drugih dodataka, pa traku treba neprestano čistiti. Zbog toga se ona na svom povratnom putovanju ispire vodom i odvodnjuje prešanjem ili propuhivanjem stlačenim zrakom. 
Jednostruka rotacijska preša za papirnu traku sastoji se od dvaju valjaka između kojih prolazi papirna traka nošena pustenom trakom. Razmak između valjaka treba tako podesiti da se istiskuje dovoljno vode, ali da tlačenje ne uzrokuje bitne promjene u strukturi papira. Neka se svojstva papira tlačenjem ipak mijenjaju. Tako se čvrstoća i gustoća papira povećavaju, a smanjuje se poroznost, propusnost za zrak i sposobnost upijanja vode. Gornji valjak preše vrlo je tvrd (od metala ili fino poliranog granita), dok je u starijim prešama donji valjak mekši, obično obložen gumom. Uklanjanje vode prešanjem postalo je mnogo djelotvornije nakon što se kao donji valjak u prešama upotrijebio perforirani valjak priključen na vakuum (vakuumska preša). 
U suvremenim se prešama između valjaka i pusta protiskuje i tvrda traka od plastične mase u obliku sita. Ta se sitasta traka dade tek neznatno stlačiti, pa pri prolazu kroz valjke preuzima istisnutu vodu u svoje međuprostore. U upotrebi su i preše sa spiralno profiliranim valjcima i s valjcima s uzdužnim kanalićima za sakupljanje istisnute vode. Sekcija za prešanje može imati jednu ili više jednostrukih preša ili njihovih kombinacija. Tako se dvostruka preša sastoji od dviju valjaka, dva se valjka nalaze uz treći, središnji valjak. 
U sekciji za prešanje udjel vode u papirnoj traci smanjuje se za 80% na 65 do 70%, to jest količina vode s obzirom na suhu tvar smanjuje se po prilici na polovicu.

### Sekcija za sušenje
Po izlasku iz sekcije za prešanje, papirna je traka još uvijek mokra (na jedan dio suhe tvari sadrži dva dijela vode). Međutim, preostala se voda više ne može ukloniti mehanički, već traku treba sušiti na povišenoj temperaturi. To se u papirnom stroju provodi u sekciji za sušenje, u kojoj se papirna traka može zagrijavati izravnim dodirom s površinom nekog zagrijanog tijela, konvekcijom ili zračenjem (prijenos topline). Od tih se mogućnosti zagrijavanje izravnim dodirom najviše primjenjuje, pa se tako suše sve uobičajene vrste papira u standardnim papirnim strojevima.  
Sekcija za sušenje u papirnom stroju sastoji se od niza zagrijanih, rotirajućih valjaka raspoređenih u nekoliko skupina. Papirna traka prolazi između valjaka tako da je naizmjence jedna i druga njena strana s njima u dodiru. Pri putovanju kroz sekciju za sušenje papirna se traka, osim debljih kartonskih traka, pritiskuje uz valjke pustenim trakama, koje preuzimaju dio isparene vode, poboljšavaju prijelaz topline i sprečavaju stvaranje nabora. Iz sekcije za sušenje mora se odvoditi vodena para nastala isparavanjem vode iz papirne trake. Zbog toga su mnoge sekcije smještene u zatvorena kućišta i opremljene uređajima za provjetravanje. 
Djelotvornost sušenja papirne trake ovisi o broju, veličini i temperaturi valjaka, o temperaturi okolišnog zraka, o debljini i gustoći papira i o njegovoj sposobnosti otpuštanja vlage, te o brzini putovanja trake. Sve te čimbenike treba uzeti u obzir pri projektiranju i konstrukciji sekcije za sušenje. Valjci su obično velikog promjera (od 1,5 do 1,8 metara) i njihova se unutrašnjost zagrijava parom, najčešće do temperature od 110 do 140 °C. U većini je suvremenih papirnih strojeva trajanje sušenja tankih, srednjefinih papira kratko i iznosi od 20 do 40 sekundi. 
Osim sušenja papirne trake na zagrijanim valjcima u novijim se postrojenjima sve više primjenjuju i drugi, suvremeniji načini sušenja. Među njima se kao vrlo djelotvoran i brz postupak ističe sušenje vrućim zrakom. Uz sušionike, u kojima se struja vrućeg zraka upućuje iz mlaznica okomito na površinu papirne trake, u upotrebi su i uređaji koji rade na temelju Venturijeve cijevi. Papirna traka prolazi vrlo blizu tim uređajima, iz kojih tada turbulentno struji vrući zrak. Neke specijalne vrste papira suše se primjenom infracrvenog zračenja. 
U suvremenim papirnim strojevima ugrađena je u sekciji za sušenje preša za površinsko keljenje. Obično je smještena na mjestu gdje je papirna traka prešla oko dvije trećine puta kroz tu sekciju i sadrži još od 10 do 15% vlage. Preša za površinsko keljenje sastoji se od dvaju valjaka, uronjenih u otopinu keljiva, između kojih papirna traka prolazi i koji na jednu ili na obje strane prenose otopinu keljiva. Kao sredstvo za površinsko keljenje najviše se upotrebljava škrob (kao 2 do 6%-tna otopina), ali to mogu biti i emulzije voskova, lateks, neki celulozni derivati ili sintetska keljiva. Ta se keljiva valjcima utiskuju u pore papirne trake, pa ona u tanjim papirima prodiru i do 1/3 debljine. Površinskim se keljenjem poboljšava površina papira, povećava njihova prikladnost za pisanje i tiskanje, otpornost prilikom brisanja, glatkoća i sjaj, a smanjuje se se sklonost prašenju. Površinsko se keljenje često primjenjuje i na one vrste papira kojima su keljiva bila dodana već i ranije, još prilikom pripreme vlaknaste mase, to jest prije stvaranja trake na papirnom stroju. Osim keljiva, pomoću tih se preša mogu na papir nanositi i druga sredstva za prekrivanje površine, na primjer sredstva za površinsko bojenje. Ta se sredstva sastoje od smjese vode, pigmenata, veziva i različitih dodataka. Najčešće se upotrebljavaju bijeli pigmenti, pa je tako obrađen papir zbog svoje bjeline, glatkoće i sjaja vrlo prikladan za kvalitetan tisak. Osim u preši za površinsko keljenje, papir se može po izlasku iz papirnog stroja bojiti i u posebnim uređajima. 
Upotreba preše za površinsko keljenje moguća je samo do brzina putovanja papirne trake 750 m/min. Pri većim se brzinama keljivo zbog velike centrifugalne sile raspršuje s valjka prije no što se prenese na površinu papira. Površinskim se keljenjem papir ujedno navlaži i potrebno ga je ponovno sušiti prolaskom kroz posljednji dio sekcije za sušenje. 
Po izlasku iz sekcije za sušenje, papirna se traka hladi provođenjem između hladnih valjaka, a ujedno se tako sprečava da se na papiru stvaraju nabori i da postane krt. Traka se zatim provodi kroz strojni kalander, koji se sastoji od najmanje 2, a često i do 8 čeličnih valjaka malog promjera (oko 30 centimetara). Valjci su jedan iznad drugog smješteni tako da gornji valjci svojom težinom tlače sve preostale valjke ispod sebe. Tako se na papirnoj traci koja prolazi između valjaka izravnaju neravnine. Time papir dobiva takozvanu strojnu glatkoću i postaje mnogo prikladniji za tisak. Suvremeni strojni kalanderi sastoje se od svega 2 ili 4 valjka, a tlačenje među njima regulira se hidraulički. 
Na izlasku iz papirnog stroja, bezdrvni i srednje fini papiri, koji se kasnije satiniraju na superkalanderu, ovlažuju se na aparatu koji raspršuje vodu pomoću stlačenog zraka, sapnica i četaka. Konačno se papirna traka namata na velike koture u dijelu papirnog stroja za namatanje papira. Tom se operacijom završava proizvodnja papira u papirnom stroju. Njegova moguća dalja obrada, dorada, rezanje u listove i slično, provodi se na posebnim strojevima u odvojenom pogonu.